# 건극
건극(建極, 860년 ~ 877년)은 남조(대례) 경장제(景莊帝) 세륭(世隆)의 연호이다.

## 연대 대조표
| 건극       | 원년       | 2년        | 3년        | 4년        | 5년        | 6년        | 7년        | 8년        | 9년        | 10년       |
| 서기(西紀) | 860년      | 861년      | 862년      | 863년      | 864년      | 865년      | 866년      | 867년      | 868년      | 869년      |
| 간지(干支) | 경진(庚辰) | 신사(辛巳) | 임오(壬午) | 계미(癸未) | 갑신(甲申) | 을유(乙酉) | 병술(丙戌) | 정해(丁亥) | 무자(戊子) | 기축(己丑) |
| 건극       | 11년       | 12년       | 13년       | 14년       | 15년       | 16년       | 17년       | 18년       |            |            |
| 서기(西紀) | 870년      | 871년      | 872년      | 873년      | 874년      | 875년      | 876년      | 877년      |            |            |
| 간지(干支) | 경인(庚寅) | 신묘(辛卯) | 임진(壬辰) | 계사(癸巳) | 갑오(甲午) | 을미(乙未) | 병신(丙申) | 정유(丁酉) |            |            |

## 동시대 연호
| 이전 연호 천계(天啓) | 중국의 연호 남조(南詔) | 다음 연호 정명(貞明) |